# Sybille Haynes
Sybille Haynes (geborene Overhoff; * 3. Juli 1926 in Leverkusen) ist eine deutsch-britische Etruskologin.

## Leben
Haynes Großvater mütterlicherseits war der Chemiker Edmund Kloeppel, ihr Urgroßvater war der Jurist und Reichstagsabgeordnete Peter Kloeppel. Ihr Vater war der aus Österreich stammende Jurist, Unternehmer und Schriftsteller Julius Overhoff, ihre Mutter die Schriftstellerin Edith Overhoff. Haynes Zwillingsschwester ist die Archäologin Elfriede Knauer, beider jüngste Schwester ist die Historikerin Konstanze Wegner. Außerdem hat Haynes zwei Brüder: Julius Overhoff (* 24. April 1925; † Oktober 1944, gefallen) und Martin Overhoff (* 7. Februar 1933).
Haynes studierte an der Universität Frankfurt und der Universität München Klassische Archäologie, Alte Geschichte, Kunstgeschichte sowie Ethnologie und spezialisierte sich auf Etruskologie. 1950 wurde sie in Frankfurt bei Guido Kaschnitz von Weinberg promoviert. Von 1951 bis zu dessen Tod 1994 war sie mit Denys Haynes verheiratet, dem Leiter der griechisch-römischen Abteilung des British Museum in London. Am Museum war die Archäologin 25 Jahre lang ehrenamtlich als Kuratorin tätig. Sie richtete dort die etruskologische Sammlung ein. Seit 1985 lebt Haynes in Oxford. Für ihr langjähriges Engagement wurde sie als Member in den Order of the British Empire (MBE) aufgenommen.
Haynes veröffentlichte eine große Anzahl wissenschaftlicher, populärwissenschaftlicher aber auch belletristischer Schriften zur Geschichte und Kultur der Etrusker. Sie ist korrespondierendes Mitglied des Deutschen Archäologischen Instituts. Mehrere ihrer eigenen englischsprachigen Bücher sowie Werke anderer Autoren übersetzte sie ins Deutsche.

## Schriften
- Beiträge zum Studium nachklassischer etruskischer Bronzehandspiegel. Dissertation Frankfurt 1950.
- Griechische Malerei (mit Martin Robertson). Skira, Genf 1959.
- Etruscan Sculpture. British Museum, London 1971, ISBN 0-7141-1234-8.
- Etruscan Bronze Utensils. British Museum, London 1974, ISBN 978-0714112442.
- Land of the Chimaera. Archaeological Excursion in the South-West of Turkey. Chatto, 1974, ISBN 0-7011-2005-3.
Deutsche Übersetzung: Zwischen Mäander und Taurus. Eine archäologische Reise in Kleinasien. Prestel, München 1977, ISBN 3-7913-0379-1.
- Die Tochter des Augurs. Aus dem Leben der Etrusker  (= Kulturgeschichte der Antiken Welt. Bd. 9). von Zabern, Mainz 1981, ISBN 3-8053-0463-3.
Neuausgabe: Die Etruskerin. von Zabern, Mainz 2008, ISBN 978-3-8053-3867-7.
- Etruscan Bronzes. Sotheby’s Publications London 1986, ISBN 0-85667-195-9.
- Etruscan Civilization. A Cultural History. British Museum Press, London 2000, ISBN 0-7141-2228-9.
- Kulturgeschichte der Etrusker (= Kulturgeschichte der antiken Welt. Bd. 108). von Zabern, Mainz 2005, ISBN 3-8053-3381-1.